# Eugène Parlier
Eugène Parlier (Montreux, Suiza, 13 de febrero de 1929-ibídem, 30 de octubre de 2017) fue un futbolista suizo que jugaba como guardameta.
Es considerado el mejor portero suizo de los años 1950. El 9 de septiembre de 2009, el estadio del Football Club Montreux-Sports pasó a llamarse Stade Eugène Parlier en su honor.

## Selección nacional
Fue internacional con la selección suiza en 21 ocasiones. Fue convocado para disputar la Copa del Mundo de 1954, donde jugó el famoso encuentro de cuartos de final contra Austria que terminó en derrota helvética por 7-5, siendo el partido con más goles en una Copa del Mundo. El 10 de octubre, Suiza disputó un partido amistoso en Budapest contra Hungría, finalista de la Copa del Mundo unos meses antes. A pesar de haber perdido por 3-0, Parlier tuvo una actuación memorable: realizó 64 intervenciones en el encuentro y le contuvo un penal a Ferenc Puskás, permitiendo así que el equipo suizo terminara con una derrota digna. Otra de sus actuaciones destacadas fue el partido de clasificación para la Copa del Mundo de 1958 contra España en Madrid, que terminó igualado 2-2 gracias a sus atajadas acrobáticas, frustrando al público español y a Alfredo Di Stéfano.

### Participaciones en Copas del Mundo
| Mundial                        | Sede  | Resultado        | Partidos | Goles |
| ------------------------------ | ----- | ---------------- | -------- | ----- |
| Copa Mundial de Fútbol de 1954 | Suiza | Cuartos de final | 4        | 0     |

## Clubes
| Club                | País  | Año       |
| ------------------- | ----- | --------- |
| Neuchâtel Xamax     | Suiza | 1948-1949 |
| Servette FC         | Suiza | 1949-1954 |
| Urania Genève Sport | Suiza | 1955-1959 |
| FC Biel-Bienne      | Suiza | 1960-1964 |
| FC Lausanne-Sport   | Suiza | 1964-1965 |
| Étoile Carouge FC   | Suiza | 1965-1966 |

## Palmarés

### Campeonatos nacionales
| Título         | Club              | País  | Año  |
| -------------- | ----------------- | ----- | ---- |
| Copa Suiza     | Servette FC       | Suiza | 1949 |
| Nationalliga A | Servette FC       | Suiza | 1950 |
| Nationalliga A | FC Lausanne-Sport | Suiza | 1965 |